# Hamilton County (Iowa)
Das Hamilton County ist ein County im US-Bundesstaat Iowa. Bei der Volkszählung im Jahr 2020 hatte das County 15.039 Einwohner und eine Bevölkerungsdichte von 10,1 Einwohnern pro Quadratkilometer. Der Verwaltungssitz (County Seat) ist Webster City.

## Geographie
Das County liegt nördlich des geografischen Zentrums von Iowa und hat eine Fläche von 1.496 Quadratkilometern, wovon zwei Quadratkilometer Wasserfläche sind. Es grenzt an folgende Countys:
|                | Wright County | Franklin County |
| Webster County |               | Hardin County   |
| Boone County   |               | Story County    |

## Geschichte
Das Hamilton County wurde am 8. Januar 1857 aus ehemaligen Teilen de Webster County gebildet. Benannt wurde es nach William W. Hamilton, dem damaligen Präsidenten des Senats von Iowa.
8 Bauwerke des Countys sind im National Register of Historic Places eingetragen.

## Demografische Daten
Nach der Volkszählung im Jahr 2010 lebten im Hamilton County 15.673 Menschen in 6.681 Haushalten. Die Bevölkerungsdichte betrug 10,5 Einwohner pro Quadratkilometer.
Ethnisch betrachtet setzte sich die Bevölkerung zusammen aus 93,8 Prozent Weißen, 0,3 Prozent Afroamerikanern, 0,2 Prozent amerikanischen Ureinwohnern, 2,0 Prozent Asiaten sowie aus anderen ethnischen Gruppen; 1,4 Prozent stammten von zwei oder mehr Ethnien ab. Unabhängig von der ethnischen Zugehörigkeit waren 5,0 Prozent der Bevölkerung spanischer oder lateinamerikanischer Abstammung.
In den 6.681 Haushalten lebten statistisch je 2,30 Personen.
24,0 Prozent der Bevölkerung waren unter 18 Jahre alt, 57,9 Prozent waren zwischen 18 und 64 und 18,1 Prozent waren 65 Jahre oder älter. 50,3 Prozent der Bevölkerung war weiblich.

Das jährliche Durchschnittseinkommen eines Haushalts lag bei 46.994 USD. Das Prokopfeinkommen betrug 25.280 USD. 9,2 Prozent der Einwohner lebten unterhalb der Armutsgrenze

## Orte im Hamilton County
Citys
| - Blairsburg - Ellsworth - Jewell | - Kamrar - Randall - Stanhope | - Stratford1 - Webster City - Williams |

Unincorporated Community
- Homer

1 – teilweise im Webster County

## Gliederung
Das Hamilton County ist in 16 Townships eingeteilt:
| - Blairsburg Township - Cass Township - Clear Lake Township - Ellsworth Township | - Freedom Township - Fremont Township - Hamilton Township - Independence Township | - Liberty Township - Lincoln Township - Lyon Township - Marion Township | - Rose Grove Township - Scott Township - Webster Township - Williams Township |

Die Stadt Webster City gehört keiner Township an.